# Giải Nobel Kinh tế

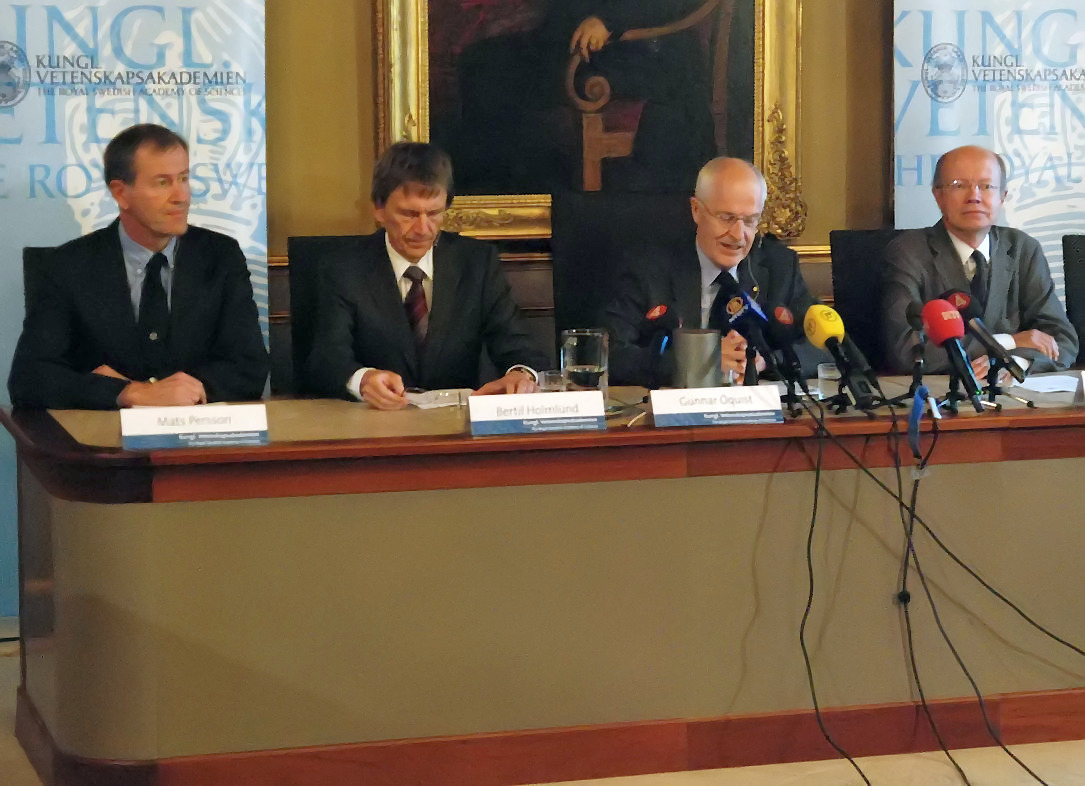
Cuộc họp báo công bố người đoạt giải Nobel kinh tế 2008 tại Stockholm. Người chiến thắng là Paul Krugman.

Giải Nobel kinh tế, tên chính thức là Giải thưởng của Ngân hàng Thụy Điển cho khoa học kinh tế để tưởng nhớ Nobel (tiếng Thụy Điển: Sveriges riksbanks pris i ekonomisk vetenskap till Alfred Nobels minne) là giải thưởng dành cho những nhân vật có đóng góp xuất sắc trong lĩnh vực kinh tế học. Giải này được thừa nhận rộng rãi là giải thưởng danh giá nhất trong ngành khoa học này.

## Khái quát
Giải Nobel kinh tế không phải là một trong năm giải Nobel đặt ra theo nguyện vọng của Alfred Nobel năm 1895. Giải này, như tên gọi chính thức của nó thể hiện, là giải thưởng do Ngân hàng Thụy Điển đặt ra và tài trợ bắt đầu từ năm 1968 để kỷ niệm 300 năm thành lập ngân hàng và cũng để tưởng niệm Nobel. Giống như những người đoạt giải Nobel trong khoa học hóa học và vật lý, những người đoạt giải Nobel kinh tế là do Viện hàn lâm khoa học hoàng gia Thụy Điển bầu chọn. Những người đoạt giải Nobel kinh tế đầu tiên là nhà kinh tế học người Hà Lan Jan Tinbergen và người Na Uy Ragnar Frisch vào năm 1969 "do đã phát triển và ứng dụng các mô hình động và phân tích các tiến trình kinh tế".

## Tài chính
Tiền thưởng kèm theo Giải Nobel kinh tế cùng các khoản chi phí liên quan do Ngân hàng Thụy Điển tài trợ vào Quỹ Nobel. Từ năm 2001, tiền thưởng kèm theo giải là 10 triệu krona (vào khoảng 1,6 triệu dollar Mỹ tại thời điểm tháng 1 năm 2008), ngang với số tiền thưởng kèm theo của các giải Nobel khác. Từ năm 2006, Ngân hàng Thụy Điển mỗi năm tài trợ cho Quỹ Nobel 6,5 triệu krona (khoảng 1 triệu dollar tại thời điểm tháng 1 năm 2008) để chi cho các việc hành chính liên quan tới giải và 1 triệu krona nữa (đến cuối năm 2008) để đưa thông tin về giải lên bảo tàng Internet của Quỹ.

## Các danh sách giải Nobel khác
- Danh sách người Châu Á đoạt giải Nobel
- Danh sách người đoạt giải Nobel Vật lý
- Danh sách người đoạt giải Nobel Hóa học
- Danh sách người đoạt giải Nobel Sinh lý học và Y khoa
- Danh sách người đoạt giải Nobel Văn học
- Danh sách người đoạt giải Nobel Hòa bình
- Danh sách người da đen đoạt giải Nobel
- Danh sách người Hồi Giáo đoạt giải Nobel
- Danh sách người Kitô giáo đoạt giải Nobel
- Danh sách người Do Thái đoạt giải Nobel